# Мішель Ндарі Адопо
Мішель Ндарі Адопо (фр. Michel Ndary Adopo, нар. 19 липня 2000, Вільнев-Сен-Жорж, Франція) — французький футболіст івуарійського походження, півзахисник італійського клубу «Аталанта».
На правах оренди грає в «Кальярі».

## Ігрова кар'єра

### Клубна
Займатися футболом Мішель Ндарі Адопо почав у Франції. У 2017 році футболіст переїхав до Італії, де продовжив кар'єру в молодіжній команді «Торіно». 5 січня 2020 року він дебютував в основі туринського клубу в чемпіонаті Італії. В січні 2021 року Ндарі Адопо на правах оренди приєднався до клубу Серії С «Вітербезе 1908». Влітку 2021 року термін оренди було продовжено ще на рік. Повернувшись до «Торіно», футболіст провів в команді ще один сезон 2022/23.
Влітку 2023 року як вільний агент Ндарі Адопо перейшов до стану «Аталанти», підписавши з клубом контракт до 2027 року. За сезон провів в команді десять матчів і перед сезоном 2024/25 був відправлений в оренду в «Кальярі».

### Збірна
В 2018 році Ндарі Адопо провів дві гри в складі юнацької збірної Франції (U-18).

## Титули
Аталанта
 Переможець Ліги Європи: 2023/24